# Bootshaus im Leopoldshafen (Dessau)

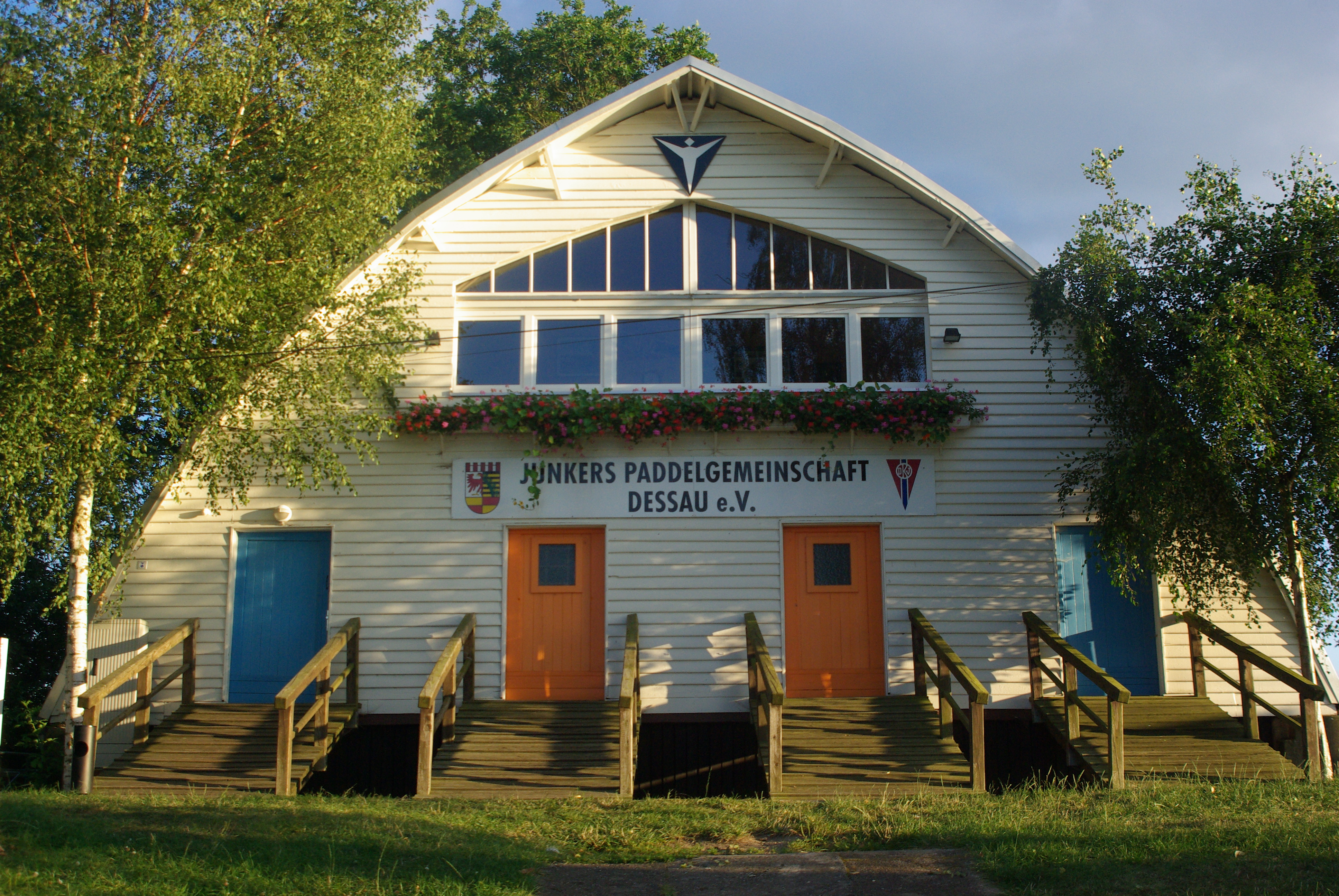
Das Bootshaus

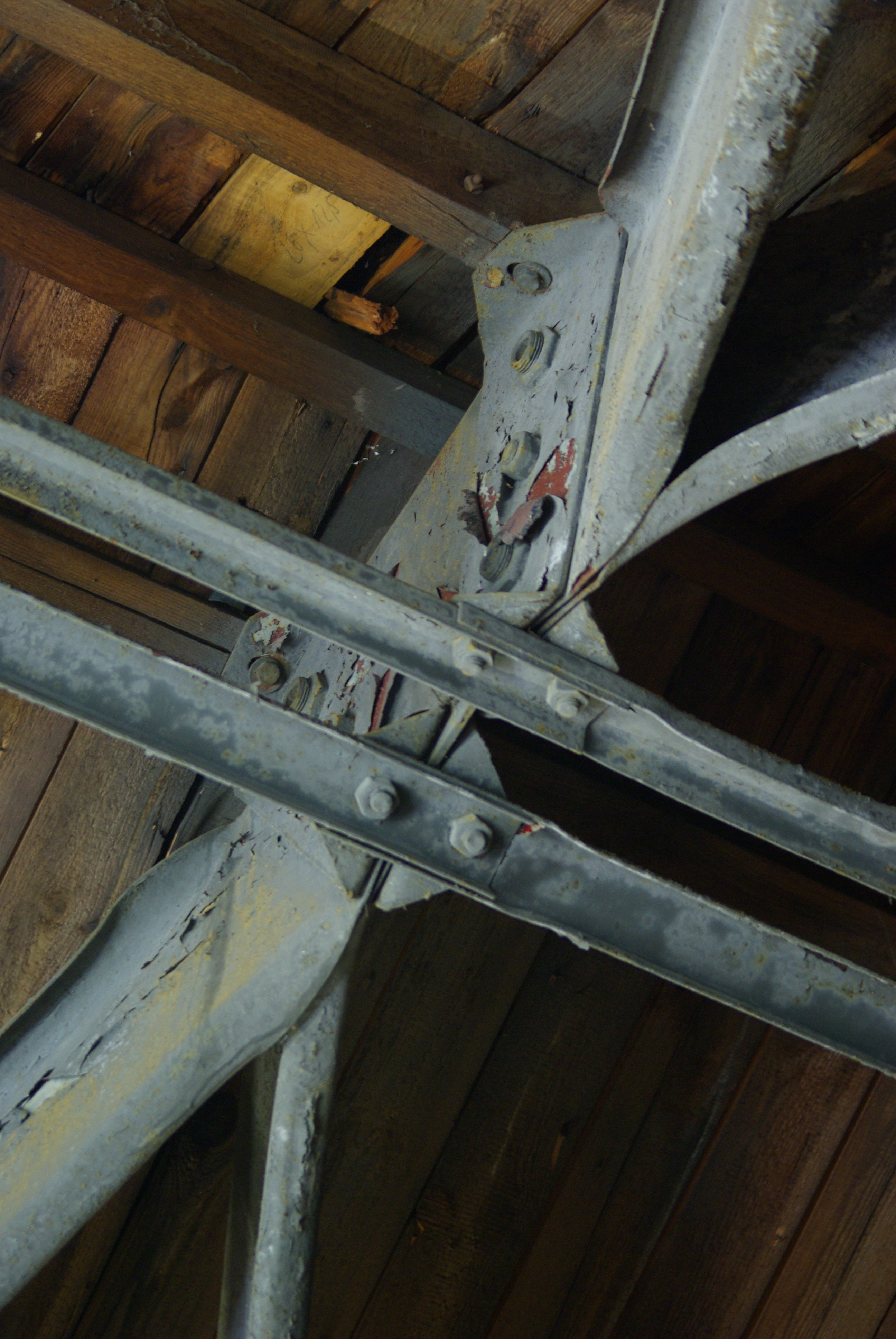
Detail der Stahllamellenkonstruktion

Das Bootshaus im Leopoldshafen ist eine denkmalgeschützte Bootshalle mit Spitzbogendach im Ortsteil Ziebigk der Stadt Dessau-Roßlau. Die beim Bau verwendete Stahllamellenkonstruktion wurde von der Firma Junkers-Stahlbau um 1920 entwickelt und 1928 patentiert. Mit dieser Konstruktion, die ähnlich im Flugzeugtragflächenbau verwendet wurde, konnten große Hallen überspannt werden.
Das Gebäude wurde im Mai 1930 auf der Landzunge am Leopoldshafen am Elbekilometer 261,3 errichtet. Die Lamellenkonstruktion wurde im Junkers-Kaloriferwerk vorgefertigt. Die Montage bewältigten ein Monteur und drei Lehrlinge in nur vierzehn Tagen.
Die Tragwerkskonstruktion steht auf Betonpfählen, verfügt über einen fast quadratischen Grundriss und ist mit einer Holzschalung versehen. Die Dachhaut bildeten ursprünglich wahrscheinlich die gewellten Junkers-Spezialplatten aus Leichtmetall. Das ebenerdige Kellergeschoss dient der Bootsaufbewahrung und beherbergt eine kleine Werkstatt. In der unteren Ebene des Gebäudes befinden sich in Regalen weitere etwa 80 Paddelboote, von 2002 bis 2019 gab es hier außerdem Sanitär- und Sporträume. Die obere Ebene beherbergt den Klubraum und Umkleidemöglichkeiten mit Spinden. Ein Teil der Spinde stammt noch aus der Junkerszeit. Diese sind mit Türen aus gewelltem Alublech versehen, wie es auch bei vielen Junkers-Flugzeugen verwendet wurde.

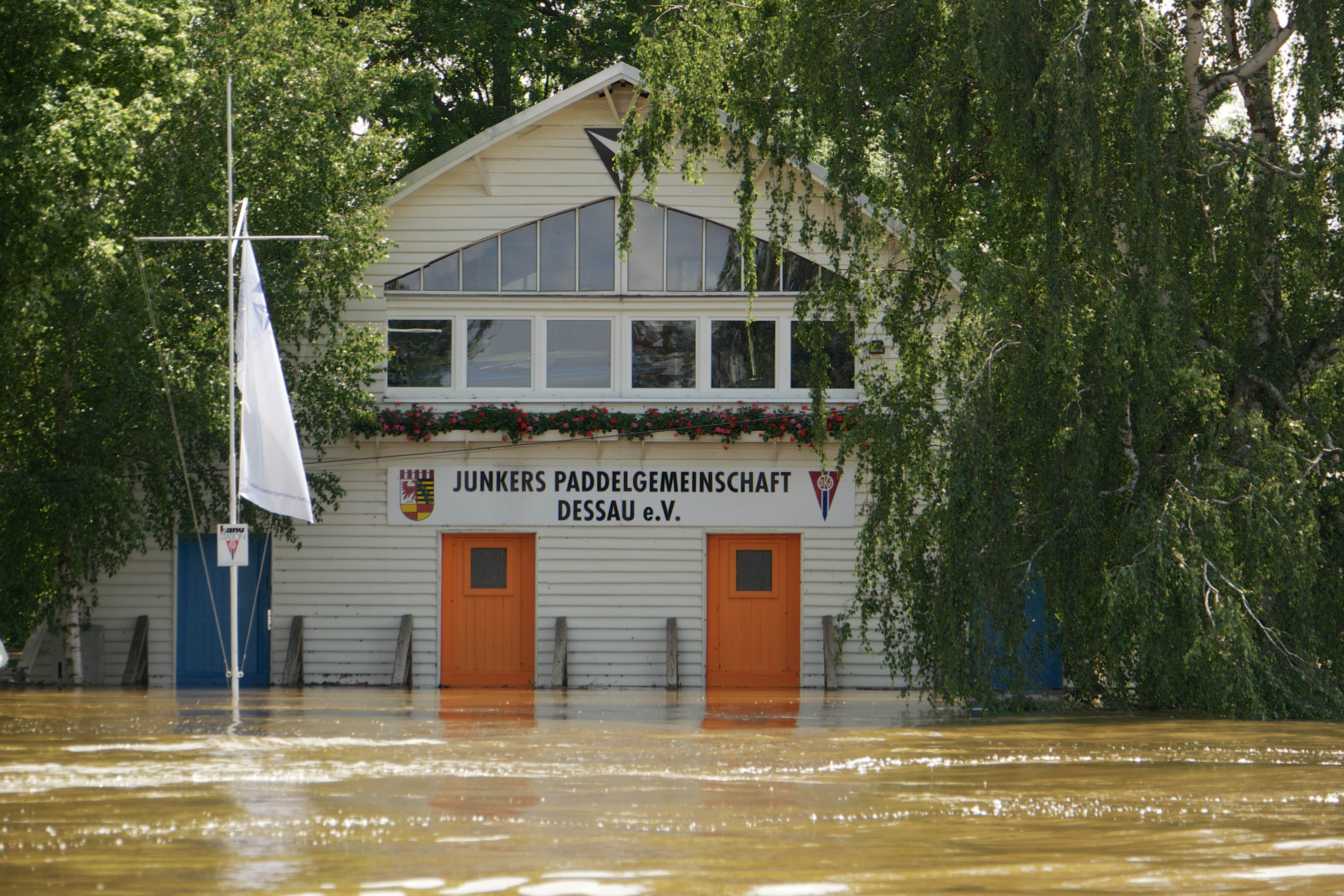
Das Bootshaus der Junkers-Paddelgemeinschaft in Dessau kurz vor dem Scheitelpunkt des Elbehochwassers 2013.

Wer das Bootshaus finanziert hat, ist unbekannt. Es liegt jedoch nahe, dass es die Junkers-Werke waren, da die Paddler wohl zunächst in einer Art Betriebssportgemeinschaft organisiert waren, bevor am 15. September 1930 die Junkers-Paddelgemeinschaft Dessau e.V. als eigenständiger Verein gegründet wurde.
In den letzten Kriegstagen 1945 wurde das Bootshaus beschädigt. Die Dachhaut wurde repariert, die verbogenen Stahllamellen im vorderen Teil des Gebäudes wurden hingegen nicht angefasst und sind noch heute zu sehen.
Heute wird das Bootshaus von der Junkers-Paddelgemeinschaft Dessau genutzt.
Am 8. Juni 2013 überflutete zum ersten Mal überhaupt ein Hochwasser der Elbe das Bootshaus. Es gelang allerdings, die Boote rechtzeitig in Sicherheit zu bringen. Am Haus selbst entstanden erhebliche Schäden, die historische Struktur blieb jedoch weitgehend unbeeinträchtigt. 2019 wurde ein hochwassersicherer Erweiterungsbau hinter dem historischen Bootshaus eingeweiht. Dieser beherbergt die Sanitäranlagen und einen Sportraum, was es ermöglichte, diese dort nachträglich hinzugefügten Funktionen im historischen Bootshaus zurückzubauen.